# Majangidae

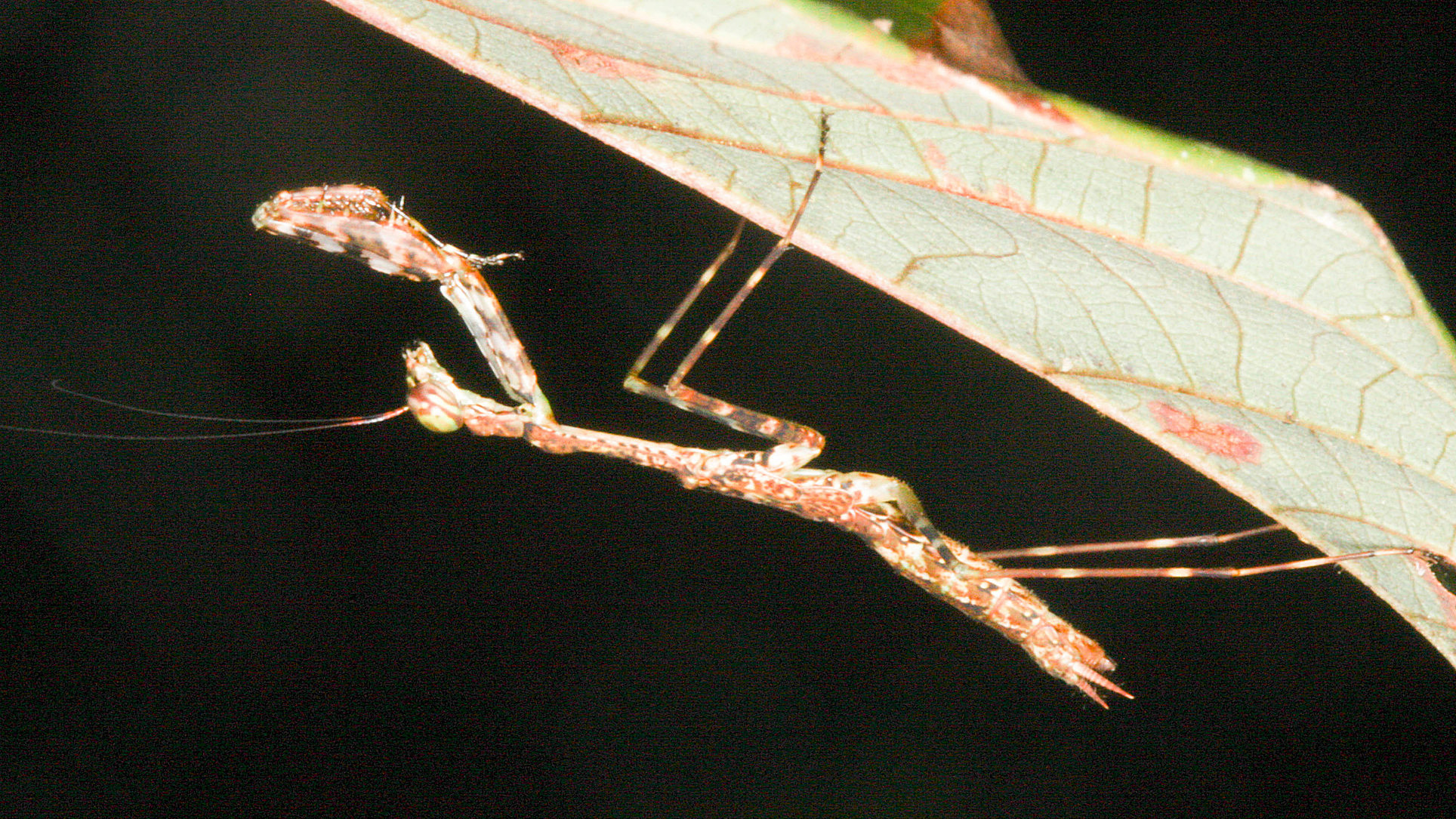
Liturgusella malagassa

Majangidae (лат.) — семейство богомолов.
Встречаются на острове Мадагаскар.

## Описание
Majangidae могут быть отличимы от всех других богомолов по следующей комбинации признаков: окраска коричневатая, внешняя морфология, напоминающая мёртвую растительную массу или приспособленная к образу жизни в коре; вершина головы без отростка; глаза округлые, юкстаокулярные выпуклости большие до конических и два оцеллярных шипа иногда присутствуют, или конические. Переднеспинка с листовидным расширением; метазона по крайней мере в 2 раза длиннее прозоны; вершинные доли переднеспинки с шипом; переднеспинка с одной или несколькими дорсальными лопастями, с 4 дисковидными и 4—5 задневентральными шипами и с отчетливой кренуляцией медивентральнее задневентральных шипов. Есть когтевидная борозда на проксимальной половине бедра; задневентральные шипы переднеспинки слегка опущены; ходильные ноги с лопастями; если без лопастей, то тело очень стройное, ходильные ноги очень длинные, юкстаокулярные выпуклости округлые, а вентральный фалломер без базальной лопасти и без отростков.
Самцы макроптерные, самки мезоптерные, задние крылья окрашены, по крайней мере у самок, передняя часть обычно желтоватая или коричневая со следами вершинного глазкового пятна, а задняя часть дымчатая со светлыми жилками; задние крылья выступают позади надкрылий; надкрыловая пластинка трапециевидная или треугольная, с килем. Церки короче половины длины брюшка, цилиндрические или слегка уплощённые. Фалломеры склеротизованы; отростки левого комплекса разделены; вентральный фалломер обычно с небольшой базальной лопастью на правой стороне; выступ pda перемещен на левую сторону вентрального фалломера; если присутствуют вторичные дистальные выступы sdpl и sdpm, то короткий, с округлой или усечённой вершиной. Фаллоидный апофизис простой или слегка раздвоенный; перепончатая лопасть не волосистая; апикальный отросток без субапикальной лопасти; дорсальная пластинка левого фалломера без округлой лопасти.

## Классификация
Семейство включает роды, ранее включаемые в Liturgusidae (Majanginae) и Deroplatyinae. В новой классификации (2019) таксон включён в надсемейство Epaphroditoidea (из клады Cernomantodea) и инфраотряд Schizomantodea. Род Brancsikia Saussure & Zehntner, 1895, описанный с острова Мадагаскар включался в состав семейств Epaphroditidae, Mantidae, Deroplatyidae и с 2019 года в Majangidae.
Подсемейство Brancsikiinae
- Brancsikia Saussure & Zehntner, 1895
  - Brancsikia aeroplana Lamberton, 1911
  - Brancsikia freyi Brancsik, 1893
    - = Brancsikia simplex Beier, 1935

Подсемейство Majanginae
- Триба Danuriellini
  - Danuriella Westwood, 1889
- Триба Majangini
  - Liturgusella Giglio-Tos, 1915
    - Liturgusella malagassa Saussure & Zehntner, 1895

  - Majanga Wood-Mason, 1891[6]
    - Majanga basilaris Westwood, 1889
    - Majanga spinosa Giglio-Tos, 1915
    - Majanga tricolor (Saussure & Zehntner, 1895)